# Turnagra
A Turnagra a madarak (Aves) osztályának a verébalakúak (Passeriformes) rendjébe, ezen belül a sárgarigófélék (Oriolidae) családjába tartozó nem.

## Rendszertani eltérések
A Turnagra 2011-ig a lugasépítő-félék (Ptilonorhynchidae) családjába tartoztt, de manapság áthelyezték a sárgarigófélék közé. Az átsorolás indoka a Sphecotheres-fajokkal mutatott közelebbi genetikai rokonság volt.
Besorolásuk vitatott, egyes rendszerezők a külön álló Turnagridae családba sorolják.

## Rendszerezés
A nembe 2 kihalt faj tartozik:
- †moarigó vagy új-zélandi rigó (Turnagra capensis) (Sparrman, 1787) - típusfaj
- †Turnagra tanagra (Schlegel, 1866) - egyes rendszerekben Turnagra capensis tanagra néven alfaj

### Fordítás
- Ez a szócikk részben vagy egészben  a   Piopio (bird) című angol Wikipédia-szócikk ezen változatának fordításán alapul.  Az eredeti cikk szerkesztőit annak laptörténete sorolja fel. Ez a jelzés csupán a megfogalmazás eredetét és a szerzői jogokat jelzi, nem szolgál a cikkben szereplő információk forrásmegjelöléseként.